# Agustí Alcoberro i Pericay
Agustí Alcoberro i Pericay (Pals, Baix Empordà, 18 de novembre de 1958) és un historiador i escriptor català, així com professor d'Història Moderna a la Universitat de Barcelona.
És germà del doctor en filosofia Ramon Alcoberro. Entre el maig de 2008 i el setembre de 2014 fou director del Museu d'Història de Catalunya. Llicenciat i doctor en història per la mateixa Universitat de Barcelona, ha escrit, editat o publicat valuosos estudis sobre la història de Catalunya, en concret, sobre els temps de l'edat Moderna i sobre una de les principals guerres catalanes: la Guerra de Successió. Ha dut a terme, paral·lelament, una important tasca de divulgació de la història, cosa que l'ha dut a col·laborar amb El Temps, Sàpiens, el programa En guàrdia de Catalunya Ràdio, Televisió de Catalunya i amb el Museu d'Història de Catalunya, que dirigeix. Durant més de vint anys va dur a terme la tasca de mestre de secundària a l'IES Mercè Rodoreda de la ciutat de l'Hospitalet de Llobregat. Com a escriptor, ha arribat en especial al públic jove, però deu a la literatura d'adults el seu triomf crucial: la novel·la Retrat de Carme en penombra, guanyadora del Premi Sant Jordi.
Políticament, pertany a ERC i havia sigut militant de Joventuts Revolucionàries Catalanes, Partit Socialista d'Alliberament Nacional Provisional i Independentistes dels Països Catalans. Va ser membre de l'Assemblea de Catalunya, del Comitè Català Contra la Constitució Espanyola i del Comitès de Solidaritat amb els Patriotes Catalans. És patró de la Fundació Congrés de Cultura Catalana. El 2015 es va presentar a les eleccions al secretariat nacional de l'Assemblea Nacional Catalana.
L'octubre de 2017 Agustí Alcoberro fou escollit vicepresident de l'ANC. Natàlia Esteve, que fins aquell moment ocupava el càrrec, va decidir deixar-lo al·legant motius personals i l'escollit per substituir-la va ser Alcoberro, un dels candidats més votats en les anteriors eleccions al secretariat de l'ANC.

## Obres publicades
Assaig històric
- 1997 Pere Miquel Carbonell: Cròniques d'Espanya
- 1998 Pirates, corsaris i torres de moros. Passat i present de les torres de Palafrugell i de Mont-ras (amb J. Noguer)
- 2000 Identitat i territori. Textos geogràfics del Renaixement
- 2000 Miquel Batllori
- 2002 L'exili austriacista (1713-1747)
- 2004 Pirates, bandolers i bruixes a la Catalunya dels segles xvi i xvii
- 2006 Catalunya durant la Guerra de Successió. 3 vols.
- 2007 Catalunya i la Guerra de Successió. [catàleg de exposició]
- 2015 100 episodis clau de la història de Catalunya
- 2021 La desfeta
- 2022 Judici a una bruixa catalana

Narrativa
- 1988 Retrat de Carme en penombra, guardonat el mateix any amb el premi Sant Jordi
- 1991 Arxiu de Ficcions

Infantil i juvenil
- 2007 Els ulls de l'aiguamoll
- 1981 El secret del doctor Givert
- 1986 Una troca embolicada
- 1987 Set gates de vida, guardonat el 1986 amb el premi Lola Anglada
- 1991 Entre dos focs
- 1993 Els ulls de l'aiguamoll
- 1993 Procés a Anna Boixadors
- 1997 Momotaro & Dolly Dolç